# 延苞蓝
延苞蓝（学名：Hymenochlaena pteroclada）为爵床科延苞蓝属下的一个种。